# Bojan Krkić

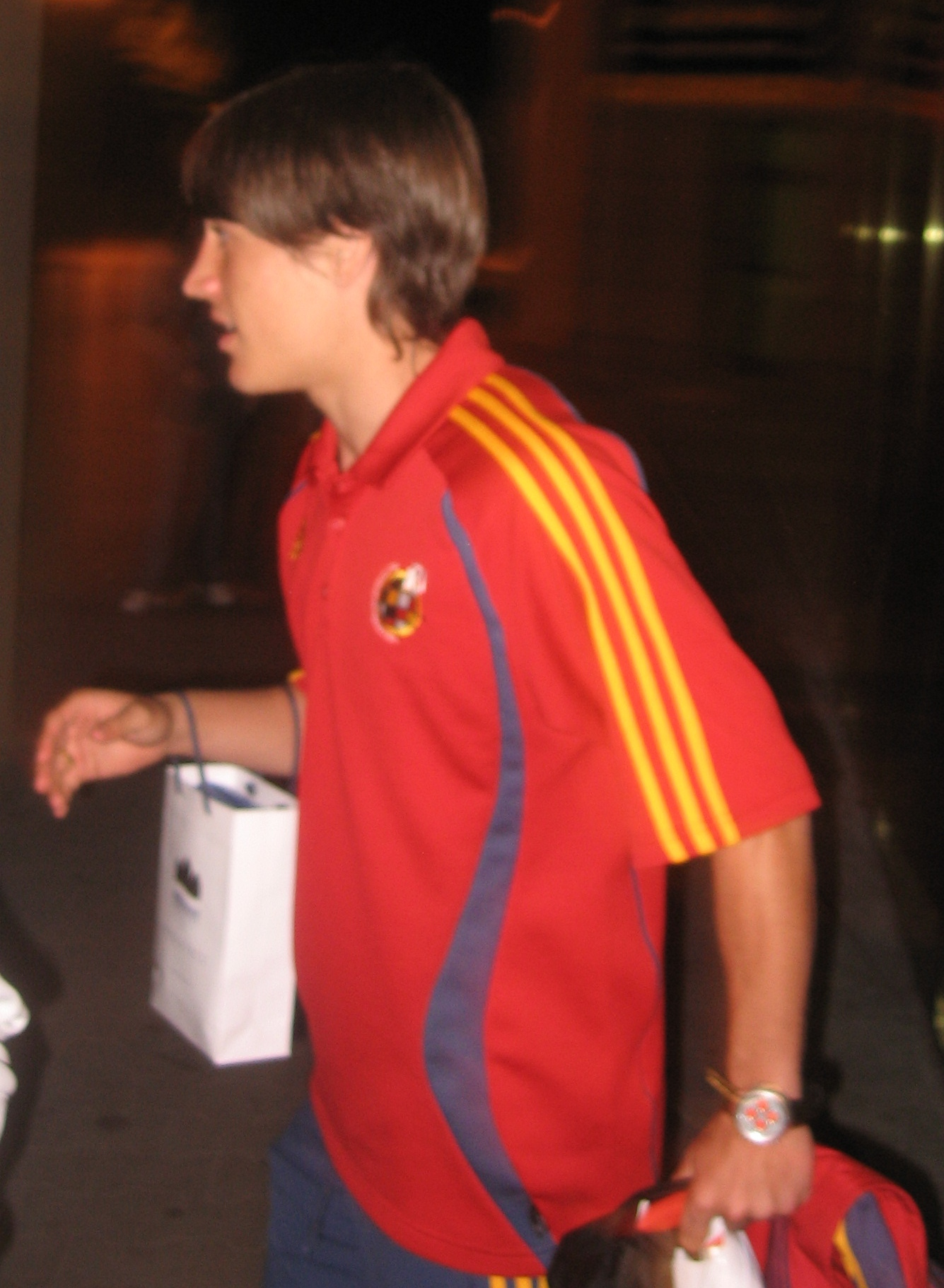
Bojan Krkić i landslaget

Bojan Krkić Pérez, född 28 augusti 1990 i Linyola i Spanien, är en spansk fotbollsspelare som spelar för Vissel Kobe. Hans far är av serbisk härkomst och modern är katalanska. Han har tidigare spelat för bland annat FC Barcelona och Ajax. 
Bojan fick välja mellan att spela för Serbien eller Spanien, och han valde att spela för Spanien där han spelat i både landslaget och U21-landslaget. Han spelar sedan 2007 även för Kataloniens fotbollslandslag.

## Klubbkarriär

### Ungdomslaget
Bojan gjorde under sin tid hos Barcelonas ungdomslag 548 mål på 625 matcher.

### A-laget
Bojan gjorde La Liga-debut för Barcelona 16 september 2007 då han byttes in mot Giovani dos Santos i 79:e minuten i bortamatchen mot Osasuna som slutade 0–0. Bojan var då den  yngste ligamålskytten i klubbens historia efter att i oktober 2007 gjort det enda målet för Barcelona när man förlorade med 1–3 mot Villarreal. Han var 17 år och 22 dagar gammal.

### AS Roma
Den 22 juli 2011 skrev Bojan ett femårskontrakt med den italienska storklubben AS Roma, För 13 miljoner euro (109 miljoner kr). I affären ingår en återköpsklausul, vilken innebär att Barcelona kan köpa tillbaka honom om två år för samma summa.

### AC Milan
Den 29 augusti 2012 skrev Bojan på ett helsäsongslån med den italienska storklubben AC Milan. Lånet skulle inte påverka FC Barcelonas och AS Romas återköpsklausul. Bojan gjorde debut för Milan den 1 september i 3-1 vinsten mot Bologna FC 1909. Han gjorde sitt första mål för Milan mot Chievo den 3 november 2012.

### AFC Ajax
Den 6 juli 2013 stod det klart att Bojan skrivit på ett 1-årskontrakt med AFC Ajax, med en valmöjlighet av ytterligare 1 års lån.

### Stoke City
Premier League-klubben Stoke City bekräftade den 22 juli 2014 att Krkić hade skrivit på för klubben. Kontraktet är på 4 år.
I januari 2017 lånade Stoke City ut Bojan till tyska klubben FSV Mainz 05. Den 31 augusti 2017 lånades Krkić ut till Alavés för resten av säsongen.

### Vissel Kobe
I augusti 2021 värvades Krkić av japanska Vissel Kobe, där han skrev på ett 1,5-årskontrakt.

## Landslagskarriär
Bojan har spelat för både Spaniens U17-landslag och U21-landslag. Med U17-landslaget ledde han Spanien till seger mot Englands U17-landslag efter att ha gjort finalens enda mål. Han spelade sin första U21-match redan som 16-åring.
Bojan valde att utesluta sig själv ur spanska herrlandslaget till EM 2008 i Schweiz och Österrike, då han kände sig utmattad.
Bojan gjorde spansk A-landslagsdebut när Spanien besegrade Armenien med 4-0 den 10 september 2008. Bojan kom in efter 65 minuter som ersättare för Santi Cazorla.
Han gjorde sin första match för Katalonien 29 december 2007 mot Baskien där han gjorde katalanernas enda mål i matchen som slutade 1–1 efter att Aritz Aduriz kvitterade för baskerna.

## Meriter

### FC Barcelona
- La Liga (3): 2008–09, 2009–10, 2010–11
- Copa del Rey (1): 2008–09
- Supercopa de España (2): 2009, 2010
- UEFA Champions League (2): 2008–09, 2010–11
- UEFA Super Cup: 2009
- VM för klubblag: 2009

### Landslag
- U17-EM (1): 2007
- U21-VM (1): 2011

## Släktskap med Lionel Messi
Bojan Krkic är femmänning med sin tidigare lagkamrat i FC Barcelona, Lionel Messi.